# Municipio 5 (Nebraska)
El municipio 5 (en inglés: Township 5) es un municipio ubicado en el condado de Washington en el estado estadounidense de Nebraska. En el año 2010 tenía una población de 1294 habitantes y una densidad poblacional de 4,3 personas por km².

## Geografía
El municipio 5 se encuentra ubicado en las coordenadas 41°25′39″N 96°14′45″O / 41.42750, -96.24583. Según la Oficina del Censo de los Estados Unidos, el municipio tiene una superficie total de 300.94 km², de la cual 298,46 km² corresponden a tierra firme y (0,82 %) 2,48 km² es agua.

## Demografía
Según el censo de 2010, había 1294 personas residiendo en el municipio 5. La densidad de población era de 4,3 hab./km². De los 1294 habitantes, el municipio 5 estaba compuesto por el 99,15 % blancos, el 0,23 % eran afroamericanos, el 0,08 % eran asiáticos, el 0,08 % eran de otras razas y el 0,46 % eran de una mezcla de razas. Del total de la población el 0,54 % eran hispanos o latinos de cualquier raza.